# Natació als Jocs Olímpics d'estiu de 1904 - 4x50 iardes relleus lliures
La prova de les 4x50 iardes relleus lliures fou una de les que formà part del programa de natació que es disputà als Jocs Olímpics de Saint Louis de 1904.
Aquesta fou la primera vegada que es feia una prova de relleus en el programa dels Jocs Olímpics i l'única en què la iarda s'emprà com a mesura i que la distància a recórrer fou els 50. En posteriors ocasions es disputaran relleus sobre 100 o 200 metres.
Hi van prendre part 4 equips formats per 4 corredors cadascun, tots ells estatunidencs.

## Medallistes
| Or                                                                  | Plata                                                               | Bronze                                                                     |
| Estats Units Joseph Ruddy Leo Goodwin Louis Handley Charles Daniels | Estats Units David Hammond William Tuttle Hugo Goetz Raymond Thorne | Estats Units Amedee Reyburn Gwynne Evans Marquard Schwarz William Orthwein |

## Resultats
| Posició | Nom                                                               | Equip                        |
| ------- | ----------------------------------------------------------------- | ---------------------------- |
| Or      | Joseph Ruddy, Leo Goodwin, Louis Handley i Charles Daniels        | New York Athletic Club       |
| Plata   | David Hammond, William Tuttle, Hugo Goetz i Raymond Thorne        | Chicago Athletic Association |
| Bronze  | Amedee Reyburn, Gwynne Evans, Marquard Schwarz i William Orthwein | Missouri Athletic Club       |
| 4.      | Edgar Adams, David Bratton, George van Cleaf i David Hesser       | New York Athletic Club       |